# Brenda K. Starr
Brenda K. Starr, född Brenda Joy Kaplan 15 oktober 1966 i New York, är en amerikansk sångerska i genren latin freestyle. Hon hade under 80-talet stora hits med singlar som "Breakfast In Bed" och "I Still Believe", den senare spelades även in av Mariah Carey 1998.

## Diskografi
Studioalbum
- 1985 – I Want Your Love
- 1987 – Brenda K. Starr
- 1991 – By Heart
- 1997 – Te Sigo Esperando
- 1998 – No Lo Voy a Olvidar
- 2000 – Pétalos de Fuego
- 2002 – Temptation
- 2005 – Atrévete a Olvidarme

Samlingsalbum
- 2002 – All Time Greatest Hits
- 2004 – So Good: 12" Club Collection

Singlar (urval)
- 1985 – "Pickin' Up Pieces" (US R&B #83, US Club/Dance #9)
- 1987 – "Breakfast in Bed"/"Desayuno De Amor" (US Club/Dance #18, US Latin Pop #6)
- 1988 – "I Still Believe" (US Pop #13)
- 1988 – "What You See Is What You Get" (US Pop #24, US Club/Dance #6)
- 1990 – "No Matter What" (med George Lamond) (US Pop #49)
- 1997 – "Herida" (US Latin Pop #28, US Latin AIrplay #14, US Tropical Airplay #1)
- 1998 – "Si Me Preguntan Por Tí" (US Tropical Airplay #10)
- 1999 – "I Still Believe/Creo en Tí" (US Tropical Airplay #20)
- 1999 – "Señor Amante" (US Tropical Airplay #20)
- 2000 – "Pétalos de Fuego" (US Tropical Airplay #20)
- 2002 – "Por Ese Hombre" (med Tito Nieves och Víctor Manuelle) (US Latin Pop #11, US Latin Airplay #33, US Tropical Airplay #1)
- 2002 – "Rabia" (Bolero Son) (US Tropical Airplay #11)
- 2005 – "Tú Eres" (US Tropical Airplay #19)
- 2005 – "Atrévete a Olvidarme" (US Tropical Airplay #21)